# Pago Pago
Pago Pago (pronunciado em inglês: [ˈpɑːŋɡoʊˈpɑːŋɡoʊ]; pronunciado em samoano: [ˈpaŋo ˈpaŋo]) é a capital da Samoa Americana, território dependente dos Estados Unidos. A sua população era, em 1990, de 10 640 habitantes. A cidade situa-se na ilha Tutuila. Pago Pago é o único porto de escala na Samoa Americana. O turismo e as conservas de atum são indústrias importantes. Entre 1878 e 1951, serviu à Marinha Americana de porto para reabastecimento de carvão e reparações.
A cidade é uma mistura interessante de área urbana decadente com conserveiras de atum (das quais se ergue um cheiro intenso e que empregam um terço da população de Tutuila) com um porto rodeado de montanhas de aspecto dramático que mergulham directamente no mar. Uma escalada ao monte Alava oferece uma magnífica vista panorâmica do porto e da cidade. Até 1980, era possível ver as vistas do pico, chegando lá através de um teleférico, mas em 14 de abril de 2015, um avião da Marinha Americana, num voo rasante que fazia parte das comemorações do Dia da Bandeira, chocou contra o seu cabo. Permanece em construção até hoje, embora de acordo com o sítio Lonely Planet, haja planos para reabri-lo.